# 中国农村建设协进会
中国农村建设协进会，前身是1935年南开大学经济研究所主导建立的华北农村建设协进会，后因抗日战争迁往贵阳并更名为中国农村建设协进会，日军空袭贵阳后停止运作。

## 历史沿革
在中国乡村于1920、30年代陷入危机，乡村建设运动兴起的背景下。1935年，南开大学经济研究所与北京协和医学院、燕京大学、清华大学、金陵大学及中华平民教育促进会共六家机构联合成立“华北农村建设协进会”，何廉任协进会主席，方显廷任秘书长，洛克菲勒基金会提供资金支持。按照该会分工，南开大学经济研究所负责培养地方政府和财政、合作组织以及土地管理方面的人才。